# За обществения договор
„За обществения договор, или принципи на политическото право“ (на френски: Du contrat social ou Principes du droit politique) е трактат на Жан-Жак Русо, издаден през 1762 година, в който той теоретизира относно най-добрия начин за основаване на политическо общество в лицето на проблемите на търговското общество, които той вече идентифицира в „Разсъждение върху произхода на неравенството“ (1754).
„За обществения договор“ е творба, която спомага за насърчаването на политически реформи или революции в Европа, и особено Франция. Според Русо в хода на историческото развитие на човечеството общественият договор е нарушен (поради непрекъснатата борба на частните интереси и злоупотребите на представителите на властта). Народът като суверен има законно право да си възвърне загубената политическа свобода, като възстанови първоначалния обществен договор, т.е. монарсите не са теологически упълномощени със законодателната власт; а това всесилно право е на хората. Понятието за политическа свобода е ключово за модерните понятия на политическата мисъл като политическо право, политическа воля и политическо равенство

## История
Докато работи като секретар на френския посланик във Венеция през 1743 г. Жан-Жак Русо започва да размишлява за недъзите на управлението на Венецианската република и ширещата се нравствена разруха и заключава, че всичко опира до политиката и че нравственият облик на един народ се изгражда от неговите политически институции. През следващите два десетилетия той продължава размишленията си в ръкопис с работно заглавие Политически институции. „За обществения договор“ е онази част от него, която той решава да публикува през 1762 г. и която съдържа в сравнително пълен и логически завършен вид неговата концепция за политическата свобода. В различна степен Русо формулира редица свързани идеи в съчиненията си Разсъждение върху науките и изкуствата (1750), Разсъждение върху произхода на неравенството (1755), Разсъждение върху политическата икономия (1755) и Емил или За възпитанието (1762).

## Общ преглед
Първият проблем, който Русо поставя в своя труд, е проблемът общество и свобода. Човек по природа е свободен. „Човекът се ражда свободен, а навсякъде е в окови. Някой може да се смята господар на другите, а сам е роб повече от тях.“ Има естествено състояние, в което има естествено неравенство. Несправедливият договор, при който силният заробва слабия, трябва да се замени с нов, социален договор, който осигурява на всеки гражданин защита от общността и ще го облагодетелства със свобода и равенство. Законът превръща съществуващото имуществено неравенство в политическо неравенство
Несправедливият договор се разваля и се създава нов обществен договор (социален договор). Това е истинският договор. В него всеки сам себе си сключва договор (пряка демокрация), което означава, че човекът сам налага своите ограничения. В този обществен договор всеки ще бъде свободен, защото всеки се лишава от еднакво количество свобода и на всеки са наложени еднакви задължения. Договорът гласи, че законодателната власт трябва да бъде в ръцете на всички хора. В него човекът се асоциира с всичките си естествени права, за да получи всички политически права. По този начин човекът преминава от самоопределението (пълната свобода) към самоуправлението.
Освен законодателство, Русо разграничава и изпълнителната власт. Той определя тази власт като силата, приложена към закона.
В обществения договор законът е суверен. Суверенитетът в разбирането на Русо е не само неделим и неотчуждаем, но и непогрешим и неограничен.
Според гражданина на Женева източник на държавността е абсолютният суверенитет на народа и нейната същност е общата воля. Това е тази част от индивидуалната воля, която е насочена към общото благо, което означава, че трябва да стане, това което искат всички. Общата воля е акт на суверенитет и има силата на закон. Единствено тя има право да въвежда и отменя закони.
Общата воля на първо място е непогрешима, може и да сгреши; няма външен източник на грях. След това общата воля е неотчуждаема, което означава, че няма представителство. Следва, че тя е неделима, липсва мажоритаризъм. И на последно място общата воля е абсолютна, решенията се взимат чрез консенсус (100%).
Общата воля трябва да се изразява в един всеобщ закон, приложим за всички. Тази воля трябва да бъде продиктувана от грижата за общия интерес. Единствено общата воля може да ръководи общото благо.
За да бъде волята обща, невинаги е необходима тя да бъде единодушна, но всички гласове трябва да влизат в сметката ѝ. Русо прави разлика между волята на всички и общата воля: общата воля е насочена към общия интерес, докато волята на всички – към частния интерес.
За да има действителен израз на общата воля е много важно в държавата всеки гражданин да изказва собственото си мнение. Поради това Русо подобно на Макиавели е против наличието на партии и партизани в обществото.
От неделимостта и неотчуждаемостта на суверенитета Русо прави извода, че народното представителство е неприемливо:
„Депутатите на народа не са и не могат да бъдат негови представители, те са само негови пратеници. Всеки закон, който не е ратифициран лично от народа е нищожен, това не е закон. Английският народ мисли, че е свободен, но той дълбоко се лъже, защото е свободен само докато избира членовете на парламента; свършат ли изборите, той е роб, той е нищо“
Според Русо главната задача на законодателството, което е в ръцете на народа, е да се осигурят щастие и блага за всички граждани, тяхната свобода и равенство.
Той се обявява против прекомерното имуществено неравенство и вижда една от главните цели на доброто законодателство в издаването на закони против разкоша, както и на закони, насочени към премахването на големите имуществени различия. Русо се опитва да определи границите на имуществените различия в следната знаменита формула: „Нито един гражданин не бива да бъде толкова богат, че да може да купи другиго, и нито един не трябва да бъде толкова беден, че да бъде принуден да се продаде.“
Освен суверен всяко управление според Русо трябва да има и правителството. То е разделено от суверена. Разпределението трябва да се направи от момента, в който суверенът не може да се справи с определени въпроси. По тази причина правителството трябва да бъде разделено от суверена.
Русо твърди, че големината на управляваната територия често определя естеството на правителството. Ако правителството е силно като народа и силата е неограничена, колкото по-голяма е територията, толкова повече сила се изисква от правителството за подчинение на масите. Според него, монархическото правителство е способно да овладее най-много сила над народа, защото съсредоточава по-малко сила в себе си (за разлика от демокрацията). Най-общо казано на по-голяма бюрокрация съответства повече сила, изисквана за държавния ред. Русо обособява три различни форми на управление в зависимост от броя на членовете, които го съставляват:
1. демокрация – суверенът може да предаде управлението на целия народ или на по-голяма част от него;
2. аристокрация – суверенът може да съсредоточи управлението в малък брой хора;
3. монархия – суверенът може да съсредоточи цялата власт в един-единствен магистрат, от когото всички други да получат своята власт;

Според Русо всяка форма може да бъде най-добра при определени обстоятелства и най-лоша – при други. Все пак демокрацията подхожда за малките държави, аристокрацията – за средните, а монархията – за големите. Неговите предпочитания са на страната на демокрацията, разбирана като пряка. Представителната демокрация Русо нарича „изборна аристокрация“.
Заключението на Русо е: „Ако съществуваше народ от богове, той би се управлявал демократично. Толкова съвършено управление не е за хората“.
Русо, подобно на Аристотел, Цицерон и Макиавели, смята, че при злоупотреба с управлението демокрацията може да се изроди в охлокрация, аристокрацията – в олигархия, а монархията – в тирания.

## Цитати
„Човекът се ражда свободен, а навсякъде е в окови.“
„Суверенът, в чиито ръце е само законодателната власт, действа само по правилата на закона; и закона, бидейки само и единствено под върховното ръководство на общата воля, когато делегира своите права на представители, Суверенът вече не е свободен.“
„Всеки закон, който не е ратифициран лично от народа, е невалиден и недействителен – на практика не е закон.“
„Законодателната власт принадлежи на народа, и само на народа.“
„Най-големите врагове на свободата са крайно богатите и крайно бедните, защото едните са готови да я купят, а другите да я продадат“